# Duquesa (Alicia en el país de las maravillas)

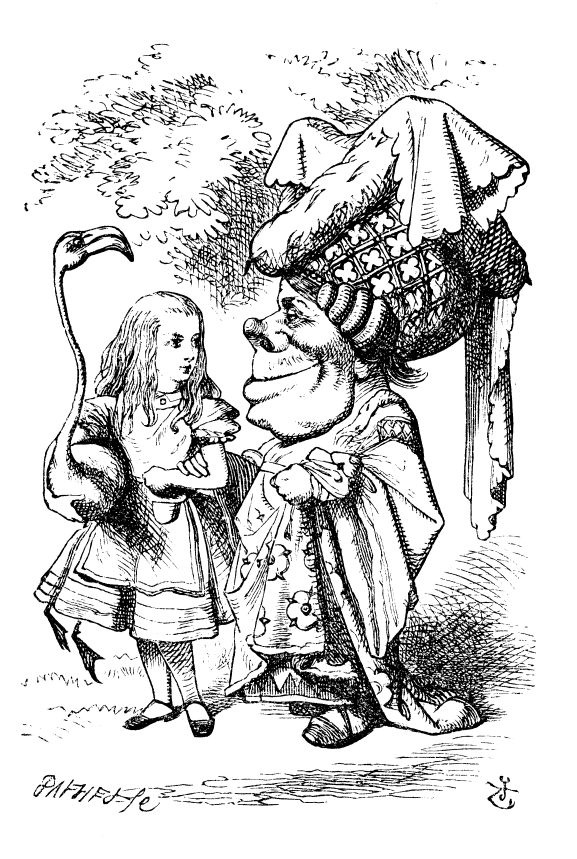
Alicia y la Duquesa en el jardín de croquet.

La Duquesa es un personaje ficticio de la obra Las aventuras de Alicia en el país de las maravillas del escritor inglés Lewis Carroll, publicada en 1865.  La obra no describe físicamente al personaje, pero la apariencia del mismo se basa fuertemente en las ilustraciones de John Tenniel.  Del texto se puede deducir que Alicia la encuentra poco atractiva.  La Duquesa y algunos personajes que la rodean, fueron añadidos a la obra de forma tardía, pues no aparecen en versiones anteriores de la historia, publicadas con el título Las aventuras subterráneas de Alicia.  La Duquesa aparece en el capítulo VI, en su casa y como dueña original del Gato de Cheshire, y luego en el capítulo IX, en el jardín de croquet de la Reina de Corazones.

## Origen y apariencia

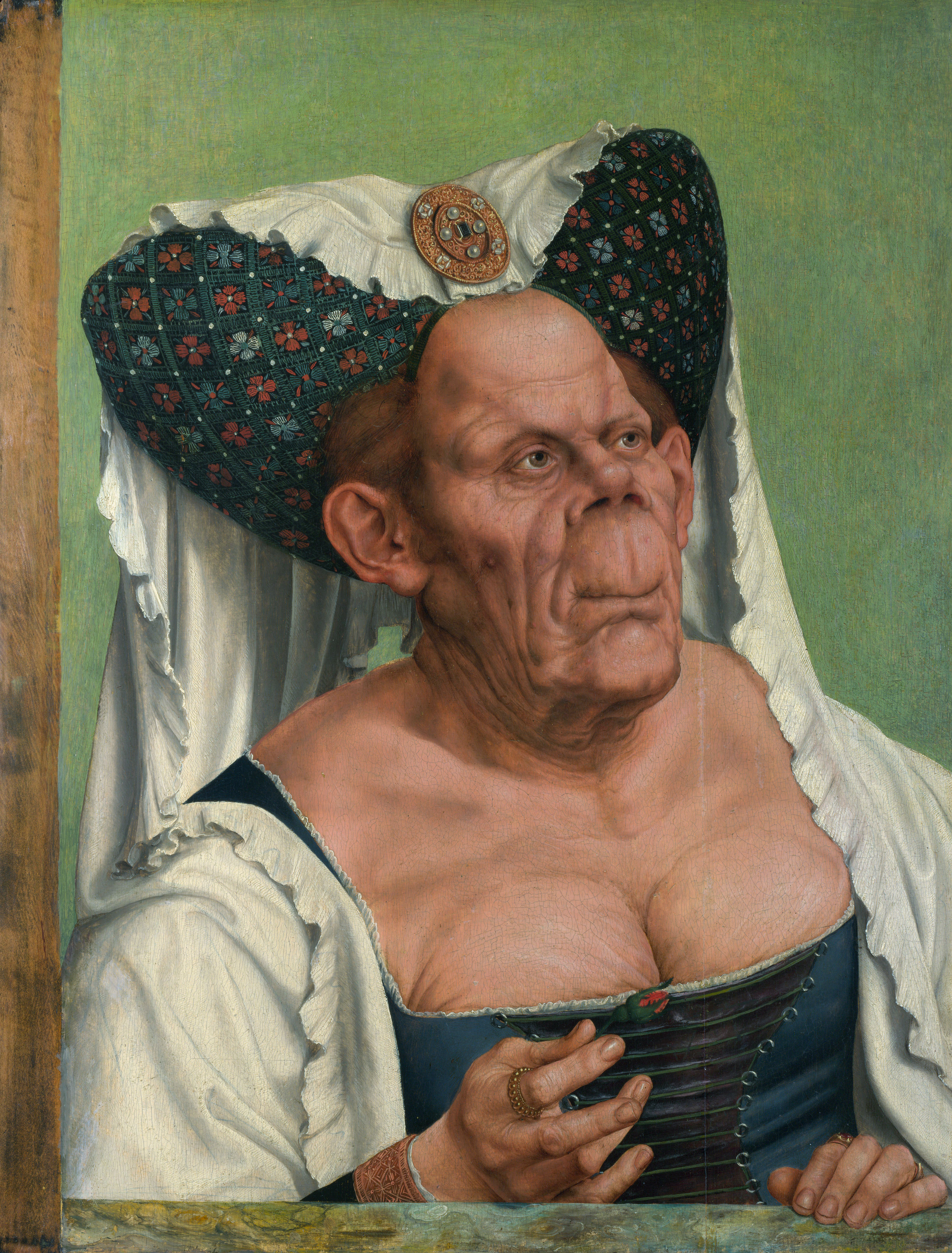
La vecchia grotesqua (c. 1525) de Quentin Massys.

La Duquesa es un personaje antagónico a la Reina de Corazones.  En su primera aparición, la duquesa parece ser tan desagradable como la Reina misma, pero después, la Duquesa trata a Alicia con cortesía y respeto.  Según Martin Gardner, las dos ilustraciones que John Tenniel realizó, se inspiraron en la pintura La vecchia grotesqua (c. 1525) de Quentin Massys, un probable retrato de Margarete Maultasch, una condesa del siglo XIV que tenía la reputación de ser la mujer más fea que jamás existió.
Otra hipótesis sobre el personaje es que se trata de una representación de la Duquesa de Kent, madre de la Reina Victoria.  La Duquesa de Kent había tenido numerosos conflictos con la casa real antes de la coronación de su hija, los cuales desembocaron casi en el exilio.  La relación de antagonismo entre la Reina y la Duquesa en la obra de Carroll puede ser un reflejo de las vidas de los dos personajes reales.